# 미쓰이스미토모 은행 본점 빌딩

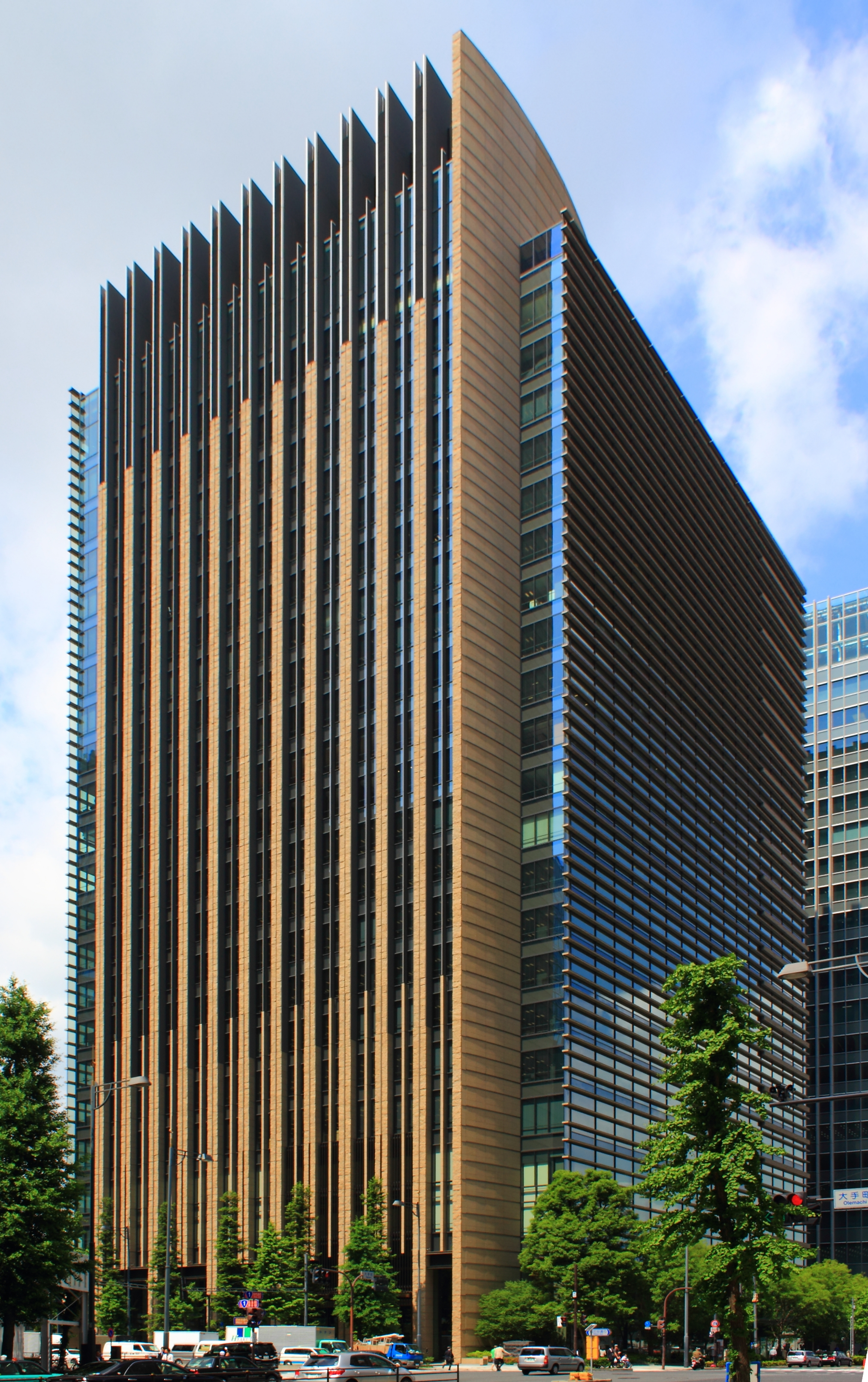
미쓰이스미토모 은행 본점 빌딩

미쓰이스미토모 은행 본점 빌딩(일본어: 三井住友銀行本店ビルディング)은 도쿄도 지요다구 마루노우치에 위치한 일본의 초고층 빌딩이다. 미쓰이 부동산이 소유하고 있으며 전관을 미쓰이스미토모 은행이 임차해 본점으로서 사용하고 있다.